# 崇蘭蕭氏家廟
22°41′10″N 120°28′55″E / 22.68611°N 120.48194°E
崇蘭蕭氏家廟，位於臺灣屏東縣屏東市崇蘭里，最初建於清光緒六年（1880年），其後於日治昭和二年（1927年）重修。

## 歷史
崇蘭蕭家開台祖蕭唯天，廣東省惠州府陸豐縣尾墟社人，乾隆年間遷台後以務農為主，兼以商號「蕭珍記」作糖業買賣，後成為富翁，後代於清嘉慶年間建立屏東書院。
蕭氏遷台第三代祖先蕭啟德、蕭啟邦曾分別擔任屏東書院的董事及總理。蕭家注重教育，在清代先後出了九位秀才、三位貢生。蕭氏族人在日治時期於家廟旁設立的漢文學堂「課餘軒」，至今仍然保存完好。

## 周邊景點
- 阿緱地方文化館：設置於崇蘭蕭氏家廟旁的「課餘軒」內
- 崇蘭456藝術巷弄：即博愛路456巷，為通往崇蘭蕭氏家廟的彩繪巷道